# Liste der Superintendentialkuratoren in Österreich
Die Liste der evangelischen Superintendentialkuratoren in Österreich umfasst die Superintendentialkuratoren der Evangelischen Kirche A. B. in Österreich.

## Burgenland
| Name                | Amtszeit |
| ------------------- | -------- |
| Christa Grabenhofer | 2019-    |

## Kärnten und Osttirol
| Name             | Amtszeit |
| ---------------- | -------- |
| Helli Thelesklaf | 2011-    |

## Niederösterreich
Die Evangelische Superintendentur A. B. Niederösterreich wurde 1947 gegründet. Der Amtssitz des Superintendentialkurators befindet sich in St. Pölten.
| Name             | Amtszeit |
| ---------------- | -------- |
| Gisela Malekpour | 2012-    |

## Oberösterreich
Zur Evangelischen Superintendentur A. B. Oberösterreich gehörten bis 1966 Oberösterreich, Salzburg und Tirol, seitdem nur noch Oberösterreich. Der Amtssitz des Superintendentialkurators befindet sich in Linz.
| Name            | Amtszeit |
| --------------- | -------- |
| Renate Bauinger | 2021-    |

## Salzburg und Tirol
Die Evangelische Superintendentur A. B. Salzburg und Tirol wurde 1966 gegründet. Der Amtssitz des Superintendentialkurators befindet sich in Innsbruck.
| Name                     | Amtszeit |
| ------------------------ | -------- |
| Christiaan van den Berge | 2021-    |

## Steiermark
Die Evangelische Superintendentur A. B. Steiermark wurde 1947 gegründet. Der Amtssitz des Superintendentialkurators befindet sich in Graz.
| Name           | Amtszeit |
| -------------- | -------- |
| Michael Axmann | 2015-    |

## Wien
Zur Evangelischen Superintendentur A. B. Wien gehörten bis 1947 Wien, Niederösterreich, die Steiermark und Kärnten, seit 1947 nur noch Wien und Teile von Niederösterreich. Der Amtssitz des Superintendentialkurators befindet sich im 5. Wiener Gemeindebezirk Margareten.
| Name        | Amtszeit |
| ----------- | -------- |
| Petra Mandl | 2018-    |